# Ганс-Петер Швьобель
Ганс-Петер Швьобель (нім. Hans-Peter Schwöbel, нар. 2 листопада 1945 року, м. Бухен) — німецький соціолог, заслужений викладач, автор та артист розмовного жанру.

## Життя та творчість
Швьобель народився у сім’ї продавця-асистента Петера Швьобеля та Хільдегарди (до шлюбу Каттерман). Його батько був інвалідом війни. Після закінчення школи Швьобель пройшов навчання для автомеханіків та працював певний час за цією спеціальністю. Його здобутком на другому освітньому шляху став  атестат професійної зрілості.  Далі слідували вивчення соціології, психології, педагогіки та політології в Університеті Мангайму (по закінченню дипломований соціолог) та в Університеті  у Франкфурті-на-Майні. З 1973 по 1975 він працював у команді Німецької асоціації освіти для дорослих  науковим радником сомалійського Міністерства освіти в Могадішо в галузі педагогічної освіти та розвитку освітніх програм. У Кредитному союзі у Лондоні  він працював науковим радником з ліквідації неграмотності  у мережі кооперативних організацій з вирощування арахісу та рису в Гамбії. До того ж, він здійснив низку наукових візитів до Ірану та Пуерто-Рико.  
У 1980 році у Франкфурті він, стипендіат Фонду Фрідріха Еберта,  захистив кандидатську дисертацію під керівництвом Ернеста Джоі. Після того, недовго працював  науковим співробітником Німецького фонду міжнародного розвитку у Мангаймі, допоки він не почав очолювати кафедру соціології у Федеративному університеті прикладних наук та управління (м. Мангайм) у 1980 році і займав цю посаду до 2010. Окрім того, Швьобель працював запрошеним доцентом Баден-Вюртемберзького кооперативного державного університету у Мангаймі та представляв доповіді на національних, міжнародних конференціях та симпозіумах. Також був проповідником Євангелістської кірхи. Він є автором численних публікацій з педагогіки та соціології – зокрема доробків у написанні Інструкцій для Управління військовими силами федерації та у профільних виданнях з психології, до того ж, має роботи з белетристики.       
У Мангаймі та Курпфальці  Швьобель, передусім, відомий своїми виступами з сатирою та поезією літературною німецькою мовою та  на курпфальцському діалекті. Окрім того, він займається художньою фотографією і з 2016 проводить виставки у Мангаймі та Курпфальці. 
З 1967 року одружений з Сюзанною Швьобель-Мартінез, з якою часто має спільні публікації.  

## Нагороди
•    2004: Державна премія діячів культури (Kulturpreis des Bundes der Selbständigen (BdS) Mannheim-Nord)
•    2005: Орден Блумаул. Найвища нагорода мешканця Мангайму / Почесний громадянин Мангайму (Mannheimer Bloomaulorden)
•    2012: Літературна нагорода Германа-Зінсхаймера міста Франсхайм за досягнення в регіональній, курпфальцській літературі (Hermann-Sinsheimer-Plakette der Stadt Freinsheim für Verdienste um die regionale, kurpfälzische Literatur)

## Публікації (вибірка)

###### Наукові праці з соціології
•    Виховання подолання недорозвиненості? Розробка навчальної програми визвольної базової освіти. На прикладі Сомалі (дисертаційна робота).   Erziehung zur Überwindung von Unterentwicklung? Curriculumentwicklung emanzipatorischer Grunderziehung. Das Beispiel Somalia. Dipa-Verlag, Frankfurt 1982, ISBN 3-7638-0504-4.
•    (співавтор Сюзанна Мартінез): Мистецтво у політичному становленні – Мистецтво становлення політики. Mit Susanna Martinez: Kunst in der politischen Bildung - Kunst der politischen Bildung. In: Bernhard Claußen (Hrsg.), Texte zur politischen Bildung, Band 3. Frankfurt 1989, ISBN 3-89228-428-8.
•    Примха. Словникова стаття. Словник мікрополітики. Dummheit. Stichwort in: Heinrich, Peter / Schulz zur Wiesch, Jochen (Hg): Wörterbuch der Mikropolitik. Leske und Budrich, Opladen 1998, ISBN 3-8100-2013-3.
•    Що мене тривожить в Аушвіці? Голос німецького громадянина повоєнного покоління. Was geht Auschwitz mich an? Die Stimme eines Deutschen der Nachkriegsgeneration. In: Albrecht Lohrbächer et al. (Hrsg.): Schoa. Schweigen ist unmöglich. Erinnern, Lernen, Gedenken. Kohlhammer, Stuttgart/Berlin/Köln 1999, ISBN 3-17-014981-4.
•    Процвітанню міста. До історичного значення Євреїв для Мангайму.  Dem Gedeihen der Stadt. Zur geschichtlichen Bedeutung der Juden für Mannheim. Badische Heimat. Zeitschrift für Landes- und Volkskunde, Natur-, Umwelt und Denkmalschutz. April/99.
•    Ми є обставинами для інших – таким чином, ми  міняємо обставини.  Wir sind die Umstände der anderen – ändern wir also die Umstände. Gesellschaftlicher Wandel im Spannungsfeld zwischen Persönlichkeitsentwicklung und Strukturreform. Festvortrag bei der 7. Fachtagung des Bundesverbandes Deutscher Krankenhausapotheker, Mannheim, 23. April 1999. Veröffentlicht in: Krankenhauspharmazie. Zeitschrift des Bundesverbandes Deutscher Krankenhausapotheker (ADKA). Heft 6/1999.
•    (співавтор Сюзанна Мартінез): Святкування свят з поезією.  Mit Susanna Martinez: Feste feiern mit Poesie. In: Siga Diepold (Hrsg.): Die Fundgrube für Feste und Feiern in der Sekundarstufe I. Cornelsen Scriptor, Berlin 2001, ISBN 3-589-21476-7.
•    Суспільні зміни – Розвиток особистості – Структурна реформа. Gesellschaftlicher Wandel – Persönlichkeitsentwicklung – Strukturreform. In: Psychologie Verstehen! Heft 2/2000.
•    Дійсність чи казка? Проповідь на час Адвенту.  Wahrheit oder Märchen? Eine Adventspredigt. Psychologie Verstehen! 12. Jahrgang, Heft 2/03. Verlag Ursula Guss, Borgentreich.
•    Дітище слова. Есе. Kindes des Wortes. Essays. Feuerbaum Verlag, Mannheim 2009. ISBN 978-3-925897-07-8.
•    Варта Швьобеля. Критичні погляди на «гострі» питання. Schwöbels Wache. Kritische Blicke auf die Fragen der Zeit. Heureka Schriftenreihe, Verlag der Ostwestfalen Akademie, Borgentreich 2019, ISBN 978-3-947435-10-4.
•    З плоті вічної швидкоплинності. Vom Fleisch der ewigen Vergänglichkeit. Essays und Plädoyers 1. 2. Auflage: Verlag der Ostwestfalen-Akademie, Borgentreich 2021. ISBN 978-3-947435-15-9

###### Белетристика
•    Ми повинні повернути собі своє життя. Вірші та афоризми. Wir müssen uns das Leben nehmen. Gedichte und Aphorismen. Ed. Quadrat, Mannheim 1981, 2. Aufl. 1983, ISBN 3-923003-00-5 und Feuerbaum-Verlag, ISBN 3-925897-05-4.
•    Гострота. Вірші та афоризми. Salz. Gedichte und Aphorismen, Feuerbaum Verlag, Mannheim 1986, ISBN 3-925897-00-3.
•    Затемнення. Вірші та афоризми. Verdunklung. Gedichte und Aphorismen. Limitierte Auflage, Schierlingspresse, Dreieich 1988.
•    Час збирання урожаю. Хайку, танка та есе. Поезія подорожей та природи: Ірландія, Ізраїль, Пуерто-Рико, Курпфальц. Zeit Ernten. Haiku, Tanka und ein Essay. Natur- und Reisepoesie: Irland, Israel, Puerto Rico, Kurpfalz. Feuerbaum-Verlag, Mannheim 1995, ISBN 3-925897-04-6.
•    Ми індивідуалісти. Вірші та афоризми. Wir Individualisten/Salz. Gedichte und Aphorismen. Doppelband. 4. Auflage. Feuerbaum-Verlag. Mannheim 1996, ISBN 3-925897-05-4.
•    Monnema Fetzä. Am Ostufer der Abendröte. Satire und Poesie. Musik: Adax Dörsam. Hörbuch-CD. Feuerbaum-Verlag, Mannheim 2005, ISBN 3-925897-06-2 und verlag regionalkultur, ISBN 3-89735-417-9.
•    Тиждень Швьобеля. Колонки  у Kolumnen in Mannheimer Mundart.  Schwöbel’s Woche. Kolumnen in Mannheimer Mundart. Verlag Regionalkultur, Ubstadt-Weiher 2009, ISBN 978-3-89735-600-9.
•    Плоди світла. Сатира та поезія. Licht Ernten. Satire und Poesie. Mannheimer Mundart und Hochdeutsch. Verlag Regionalkultur, Ubstadt-Weiher 2013, ISBN 978-3-89735-754-9.
•    Морю відразу з берегової лінії. Вірші та афоризми. Текст: Сюзанна Мартінез, фото: Ханс-Петер Швьобель.  Dem Meer an der Küste gleich. Gedichte und Aphorismen. Text: Susanna Martinez, Fotografien: Hans-Peter Schwöbel, Waldkirch, Mannheim 2016, ISBN 978-3-86476-061-7

### Редакції
•    у співавторстві з Рудольфом Хаубером, Зігфрідом Фроебою: Онкологія, захист навколишнього середовища та управління.  Mit Rudolf Hauber, Siegfried Froeba: Ökologie, Umweltschutz und Verwaltung. Bände 1 bis 8, Köln, Mannheim und Brühl, 1990–2000.
•    у співавторстві з Хайнсом-Петером Герхардом: Реформа управління. Тези, репліки, аргументи.  Mit Heinz-Peter Gerhardt: Verwaltungsreform. Stichworte, Einwürfe, Argumente. FHB, Zentralbereich, Brühl/Rheinland 1996, ISBN 3-930732-22-X.
•    у співавторстві з Зігфрідом Лауксом (mit Siegfried Laux): Mannem, wann ich dein gedenk. Gedichte und Prosa in Pfälzer Mundart und Hochdeutsch. 2. Aufl. Edition Quadrat, Mannheim 1999, ISBN 3-923003-79-X.
•    у співавторстві з Зігфрідом Лауксом (mit Siegfried Laux):  Luscht am Lewe. Gedichte von Hanns Glückstein in Kurpfälzer Mundart. Hörbuch-CD. Musik: Adax Dörsam. Verlag regionalkultur, Ubstadt-Weiher 2000, ISBN 3-89735-157-9.   